# Podział administracyjny Jordanii

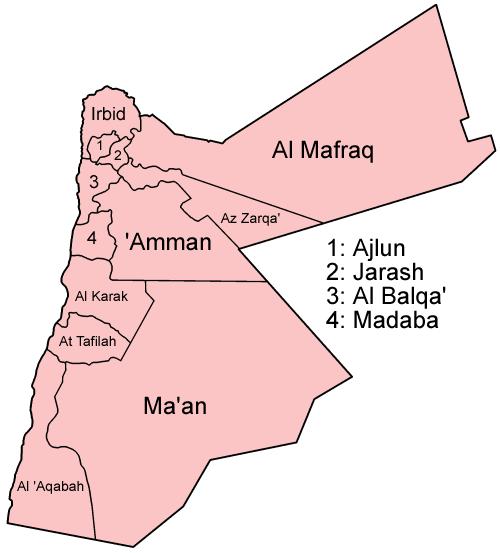
Podział na Muhafazahy w Jordanii

Jordania jest podzielona na dwanaście muhafaz i 52 nahia.
| Muhafaza  | Powierzchnia (km²) | Populacja (szac. 2006) | Gęstość zaludnienia (/km²) |
| --------- | ------------------ | ---------------------- | -------------------------- |
| Adżlun    | 420                | 128,800                | 306.7                      |
| Akaba     | 6,900              | 117,600                | 17.0                       |
| Al-Balka  | 1,119              | 375,200                | 335.3                      |
| Al-Karak  | 3,495              | 218,400                | 62.5                       |
| Al-Mafrak | 26,541             | 263,200                | 9.9                        |
| Amman     | 7,579              | 2,172,800              | 286.7                      |
| At-Tafila | 2,209              | 78,400                 | 35.5                       |
| Az-Zarka  | 4,761              | 834,400                | 175.3                      |
| Dżarasz   | 410                | 168,000                | 409.7                      |
| Irbid     | 1,572              | 996,800                | 634.1                      |
| Ma’an     | 32,832             | 106,400                | 3.2                        |
| Madaba    | 940                | 140,000                | 148.9                      |